# Rock Haven (phim)
Rock Haven là một bộ phim theo chủ đề Cơ Đốc giáo đồng tính năm 2007 của đạo diễn David Lewis và có sự tham gia của Sean Hoagland, Owen Alabado, Laura Jane Coles và Katheryn Hecht. Bộ phim được quay tại địa điểm ở San Francisco và Bodega Bay. Bộ phim có nhịp độ chậm, với nhiều cảnh quay về cảnh biển Bắc California.

## Nội dung
Brady là một Cơ Đốc giáo sùng đạo, người đã chuyển cùng mẹ từ Kansas đến Rock Haven, California. Ngay sau khi đến, anh ta nhìn thấy một anh chàng và ngay lập tức bị anh ta thu hút. Sau đó anh phát hiện ra rằng anh chàng tên là Clifford, con trai của người hàng xóm bên cạnh. Clifford và Brady nhanh chóng trở thành bạn bè và đi chơi cùng nhau. Brady rõ ràng là không thoải mái với các cô gái, vì vậy Clifford dạy anh ta một số động tác có thể giúp anh ta thoát ra. Trong một buổi như vậy, Clifford cảm thấy đáy quần của Brady; Brady nhảy ra xa, và Clifford trêu chọc anh ta rằng anh ta bị kích thích. Brady tránh Clifford một lúc, nhưng rồi lại bắt đầu đi chơi với anh ta. Một lát sau, Clifford hôn anh ta và Brady chạy trốn. Sau đó anh ta đối mặt với Clifford về việc anh ta là người đồng tính và hai người họ tránh mặt nhau.
Trong khi đó, Brady đang được mẹ của anh ta cùng với Peggy, một cô gái theo đạo Cơ Đốc nhận ra rằng Brady là người đồng tính. Trong khi Brady và Clifford ở bên ngoài, Peggy hỏi Brady rằng anh ta có gặp rắc rối với con trai không, điều mà Brady giận dữ phủ nhận. Cuối cùng, Brady quay lại và thấy Clifford và hai người họ bắt đầu hôn nhau. Brady chạy trốn, bối rối bởi những gì đang xảy ra với anh ta và bị giằng xé giữa niềm tin tôn giáo và cảm xúc mạnh mẽ của anh ta. Anh quyết định đi theo cảm xúc của mình và cuối cùng ngủ với Clifford.
Mẹ của Brady biết có gì đó không ổn, nhưng không thể hiểu nó là gì. Đêm mà Clifford và Brady ngủ cùng nhau, Brady đã nói với cô rằng anh ta đang bị Peggy dẫn đến cắm trại. Khi anh quay lại vào ngày hôm sau, cô nói với anh rằng Peggy bị tai nạn xe hơi và đối mặt với anh về những gì đang xảy ra. Anh ta nói với cô rằng anh ta là gay và cô ta phản ứng xấu và gây áp lực buộc anh ta phải chia tay với Clifford. Cô cũng được Brady đi đến một trại để "sửa chữa" anh ta. Clifford rất đau lòng và sẽ tham gia cùng cha mình ở Barcelona, nhưng không phải trước khi yêu cầu Brady xem xét lại. Brady nói rằng anh không thể, nhưng sau đó về nhà với mẹ và từ chối đến trại. Cô khẳng định rằng anh ta đang phạm phải sai lầm lớn nhất trong đời và anh ta nói rằng anh ta đã mắc phải. Anh ta nói với cô rằng anh ta biết cô sẽ không đồng ý với anh ta, nhưng yêu cầu tình yêu của cô, mà cô đáp lại rằng anh ta luôn là con trai cô. Anh tha thứ cho cô vì những gì đã xảy ra, rồi ôm cô khi cô khóc trong vòng tay anh. Bộ phim kết thúc với anh ta nói rằng nỗi đau chưa kết thúc, nhưng anh ta chưa bao giờ gần gũi với Chúa hơn.

## Diễn viên
- Sean Hoagland vai Brady
- Owen Alabado vai Clifford
- Laura Jane Coles vai Marty (Mẹ của Brady)
- Katheryn Hecht vai Angie (Mẹ của Clifford)
- Erin Daly vai Peggy
- David Lewis vai Đức cha Brown
- Johnny Yono vai Doug